# جامعة إربد الأهلية

الشعار السابق

جامعة إربد الأهلية هي إحدى الجامعات الأردنية (الخاصة) تقع في محافظة إربد شمال الأردن. على طريق إربد عمان الدولي. بدأت الجامعة مسيرتها الأكاديمية وقبول الطلبة في مطلع التسعينات في تشرين الأول من عام (1994) ميلادي، وها هي تحتفل باليوبيل الفضي على تأسيسها، وتوسعت الجامعة من الناحية الأكاديمية والإدارية إلى أن وصلت إلى (6) كليات، وأعداد الأقسام الموجودة فيها الآن (17) قسمًا لمرحلة البكالوريوس، و (3) أقسام لمرحلة الماجستير. حيث أنها انفردت بين الجامعات بفتح برنامج دراسي خاص (يوم السبت) لخدمة الطلبة الموظفين.

## كليات الجامعة
تضم الجامعة الكليات التالية:

### كلية القانون
تأسست كلية القانون في عام 1994 ميلادي، تحت مسمى كلية القانون والشريعة كواحدة من الكليات التابعة لجامعة إربد الأهلية، وقد حصلت كلية القانون ولعدة سنوات المركز الأول في امتحانات الكفاءة الجامعية التي عقدتها وزارة التعليم العالي. وبعدها استقلت كلية القانون عن الشريعة منذ بداية الفصل الدراسي الثاني للعام الجامعي 2011/2010، بحيث أصبحت مستقلة وتضم نخبة من أعضاء الهيئة التدريسية ذوي كفاءات علمية وخبرات تدريسية.
وفي بداية الفصل الدراسي الأول للعام الدراسي 2014/2013 حصلت الكلية على اعتماد برنامج الماجستير في القانون، بالإضافة إلى برنامج البكالوريس في القانون.
- القانون
- ماجستير في القانون

### كلية الآداب والفنون
تم إنشاء كلية الآداب والفنون عام 1994 ميلادي، وكانت تطرح برامج عدة في البكالوريس للتخصصات الأدبية والفنية: مثل اللغة العربية واللغة الإنجليزية والترجمة والتصميم الجرافيكي وغيرها، إلا أنها تضم حالياً برنامجين في البكالوريس، وتسعى الكلية في خططها المستقبلية لطرح برنامج الماجستير في اللغة العربية وآدابها. تأسس أكبر قسم في جامعة إربد الأهلية، من حيث النسبة العددية للطلبة، في بداية الفصل الأول للعام الدراسي 2015/2014، وهو: قسم متطلبات الجامعة  وأضيف لكلية الآداب والفنون، ويُعنى هاذ القسم بتدريس جميع المساقات الدراسية (الإجبارية والاختيارية) في الجامعة.
- اللغة العربية وآدابها
- اللغة الإنجليزية وآدابها
- متطلبات الجامعة

### كلية العلوم الإدارية والمالية
تعود نشأة كلية العلوم الإدارية والمالية  مع بداية تأسيس الجامعة في عام 1994 ميلادي، وتضم الكلية العديد من التخصصات لمرحلتي البكالوريس والماجستير، وتم استحداث تخصص جديد وهو: (التسويق الإلكتروني والتواصل الاجتماعي) في بداية العام الدراسي 2020/2019، لمواكبة كل التطورات في المجتمع المحلي والعربي.
- المحاسبة
- إدارة الأعمال
- العلوم المالية والمصرفية
- التسويق
- التسويق الإلكتروني والتواصل الاجتماعي
- نظم معلومات إدارية
- نظم معلومات محاسبية
- ماجستيرالمحاسبة

### كلية العلوم وتكنولوجيا المعلومات
بدأت مسيرة كلية العلوم وتكنولوجيا المعلومات ، منذ نشأت جامعة إربد الاهلية منذ عام 1994 ميلادي. وحرصت الكلية على طرح تخصصات تتناسب مع متطلبات السوق المحلي والإقليمي، وإعطاء دورات في البرمجة والتكنولوجيا. حيث أنه تم استحداث تخصص الذكاء الاصطناعي بداية عام 2020/2019، لتصبح الكلية تضم ثلاثة تخصصات علمية حديثة / درجة بكالوريس، وبرنامج واحد / درجة ماجستير، وهي كالآتي:
- علم الحاسوب
- الذكاء الاصطناعي
- الرياضيات
- ماجستير في الرياضيات
- الأمن السيبراني

### كلية التمريض
اعتمدت الجامعة تخصص التمريض عام 2007 ميلادي، وكان ضمن أقسام كلية العلوم وتكنولوجيا المعلومات، إلا أنه تم فصل قسم التمريض في بدايات عام 2018 ميلادي لتصبح كلية متكاملة (كلية التمريض).
- التمريض

### كلية العلوم التربوية
تأسست الكلية  في بداية العام الدراسي 2008/2007، تعمل الكلية على تطوير الكفاءات في المجالات التربوية لدى أعضاء الهيئة التدريسية والطلبة من خلال تنفيذ برامج تربوية وخطط دراسية والاشراف عليها، وتضم كلية العلوم التربوية التخصصات التالية:
- معلم صف
- الإرشاد النفسي والتربوي

## الاعتمادات
وجامعة إربد الاهلية معتمدة اعتماداً عاماً وخاصاً من وزارة التعليم العالي والبحث العلمي، وهي عضو في كل من:
- اتحاد الجامعات العربية
- الاتحاد الدولي للجامعات
- اتحاد جامعات العالم الإسلامي
- رابطة الجامعات الإسلامية
- رابطة المؤسسات العربية الخاصة للتعليم العالي

## مجلة إربد للبحوث
تُصدر جامعة إربد الأهلية مجلة دورية بعنوان مجلة إربد للبحوث والدراسات  منذ عام 1997م، وهي مجلة علمية محكمة، تنشر العديد من البحوث والدراسات العلمية المتخصصة، وغيرها. وذلك ضمن قواعد محددة للنشر، على أن يتم تحكيمها من قبل هيئة التحرير.

## المراحل والدرجات الجامعية
1. الدرجة الجامعية الأولى: درجة البكالوريوس (Bachelor) مدة الدراسة من ثلاثة إلى أربعة أعوام لجميع التخصصات.
2. الدرجة الجامعية الثانية: درجة الماجستير (Master) مدة الدراسة من عامين إلى ثلاثة أعوام.

## الرئاسة

### الرئاسة
منذ أن تأسست جامعة إربد الأهلية تولى منصب رئيس الجامعة (6) رؤساء ، على النحو التالي:

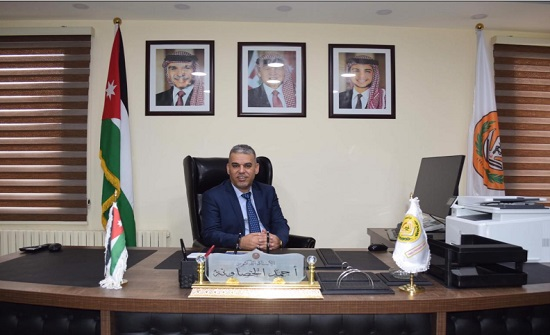
أَحمَد مَنصُور الخَصَاونة-رَئيس الجَامِعة

1. الأستاذ الدكتور أحمد الربايعة ما بين الفترة 1994 - 1998 وأيضاً 2005 - 2010.
2. الأستاذ الدكتور عبد الرحمن شاهين ما بين الفترة 1998 - 2002.
3. الأستاذ الدكتور سلطان أبو عرابي ما بين الفترة 2002 - 2005.
4. الأستاذ الدكتور محمد سعيد الصباريني ما بين الفترة 2010 - 2015.
5. الأستاذ الدكتور زياد الكردي ما بين الفترة 2015 - 2019.
6. الأستاذ الدكتور أحمد منصور الخصاونة من تاريخ 1 / 1 / 2020 وحتى الآن.

### المجالس وهيئة المديرين

#### مجلس الأمناء
يتكون من رئيس واحد وإثني عشر عضواً، ممن يحملون الدرجة الجامعية الأولى كحد أدنى. يتم تشكيل لجان أكاديمية وإدارية ومالية وقانونية لدراسة أوضاع الجامعة.
1. رئيس مجلس الأمناء: معالي الدكتور محمد محمود الصقور.
2. نائب رئيس مجلس الأمناء: الدكتور أحمد موسى العتوم.
3. رئيس الجامعة الأستاذ الدكتور أحمد منصور الخصاونة.
4. الأستاذ عبد الرحيم محمد شتات.
5. الدكتور محمد قاسم الروسان.
6. الدكتور عبد الفتاح الحادر.
7. الدكتورة أمل نصير.
8. الأستاذ الدكتورة مجد مريان.
9. الدكتور نمر سليحات.
10. الدكتور نصر محمد البلعاوي.
11. السيد عبد الله يوسف الطعاني.
12. الدكتور عبد الرزاق طبيشات.
13. الدكتور إبراهيم بني هاني.
14. أمينة سر مجلس الأمناء: الآنسة سهاد الكردي.

#### مجلس العمداء
يترأس رئيس الجامعة مجلس العمداء بالإضافة إلى عمداء الكليات والعمادات وأمين سر المجالس. ويتولى المجلس العديد من المهام والصلاحيات، أهمها:
تعيين أعضاء الهيئة التدريسية وترقيتهم وكل الأمور المتعلقة بهم.

تقييم أعمال أعضاء الهيئة التدريسية وأنشطتهم وبحوثهم العلمية واتخاذ القرارات المناسبة بشأنها.

#### مجلس الجامعة
يتكون مجلس جامعة إربد الاهلية من رئيس الجامعة، رئيساَ، ونواب الرئيس، وثلاثة من عمداء الكليات الأكاديمية يسميهم الرئيس لمدة سنة واحدة، تناوباً بينهم. يضاف إلى هؤلاء عضو هيئة تدريسية عن كل كلية من كليات الجامعة العلمية. وثلاثة أعضاء من مديري الوحدات الأكاديمية والفنية والإدارية والمالية. واثنين من أفراد المجتمع المحلي، ومثلهم من ممثلي الطلبة مضافاً إليهم أحد خريجي الجامعة في السنوات الدراسية السابقة.

#### هيئة المديرين
1. رئيس هيئة المديرين: الدكتور أحمد موسى العتوم.
2. نائب رئيس هيئة المديرين: الأستاذ عبد الرحيم محمد شتات.
3.المهندس حسين بني هاني / عضواً.
4. الدكتور محمد حمدي خصاونة / عضواً.
5. الدكتور محمد قاسم الروسان / عضواً.
6. مديرة مكتب هيئة المديرين: الآنسة سهاد الكردي.

## الدوائر الإدارية في الجامعة

### دائرة المكتبة
تعتبر المكتبة  مركزاً لخدمات المعلومات، وتحتوي على ما يزيد عن 74 ألف كتاب ورقي، في شتى المجالات المعرفية، بالإضافة إلى اشتراكها بقواعد بيانات إلكترونية تضم حوالي 180 الف كتاب إلكتروني وآلاف من الدوريات الإلكترونية.

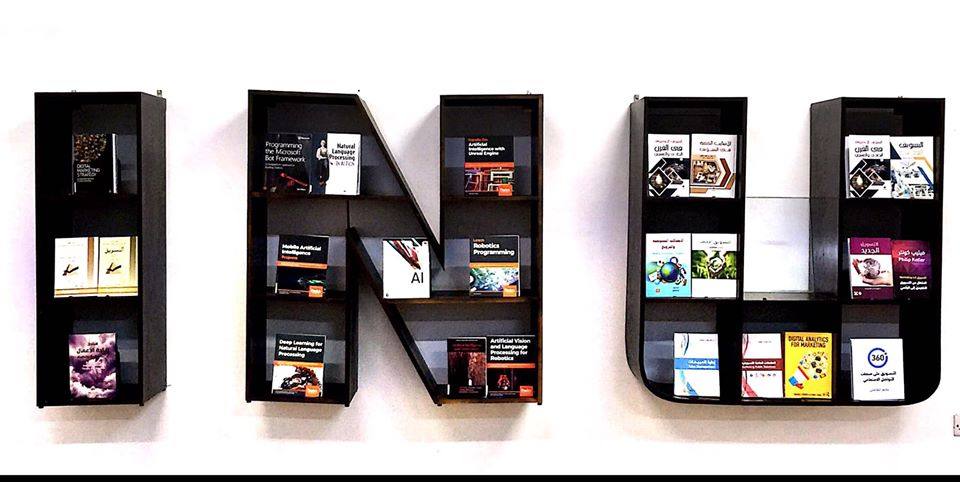
رفوف الإصدارات الحديثة في المكتبة

تتكون المكتبة، أستنادًا إلى الهيكل الوظيفي المستحدث من قبل إدارة المكتبة الجديدة، الدكتور أسامة حسن عايش صالح، من 6 أقسام:
- قسم المكتبة الإلكترونية وقواعد البيانات.
- قسم التزويد: يهتم بتوفير جميع المواد المكتبية لكافة المجالات.
- قسم الفهرسة والتصنيف: وفيه يتم فهرسة المواد المكتبة بحسب قواعد التصنيف الديوي العشري.
- قسم الإعارة والإرجاع: من خلاله يستطيع الطالب الاستفادة من مقتنيات المكتبة.
- قسم الدوريات: يعنى بتوفير الدوريات الورقية من خلال اشتراكات سنوية.
- قسم المراجع: يحتوي على مجموعة من المراجع والقواميس العلمية المؤصلة.

### الدائرة المالية واللوازم
تأسست الدائرة المالية واللوازم  مع تأسيس الجامعة، وهي من الدوائر الأساسية لتنظيم حسابات الجامعة وتسيير شؤونها المالية. وتتكون الدائرة من عدة أقسام: قسم المحاسبة العامة، وقسم محاسبة الطلبة، وقسم التدقيق الداخلي، وقسم الرواتب، وقسم اللوازم.
تتولى الدائرة المالية مهام كثيرة، ومن أبرزها:
- إعداد التقارير المالية للجامعة في نهاية السنة المالية مع نتائج الأعمال.
- متابعة رواتب الموظفين بالتعاون مع قسم شؤون الموظفين.
- متابعة الأمور المالية المتعلقة بالطلبة ومحاسبتهم.
- إعداد الموازنات التقديرية لكل سنة.
- توفير المستلزمات الضرورية للجامعة.

### دائرة القبول والتسجيل
أنشئت دائرة القبول والتسجيل  في عام 1994 ميلادي، وهي حلقة الوصل الرئيسة التي تربط الطلبة بالجامعة، فمنها يبدأ الطالب ومنها يتخرج. وفيها تتم خطوات تسجيل المواد، وتنظيم عملية السحب والإضافة، واجراءات معادلة المواد للطلبة المنتقلين، ورصد العلامات، ووضع الخطط الدراسية، وتجهيز كشوفات العلامات والمصدقات، واصدار قوائم للخريجين والمقبولين، وغيرها. وهي بدورها تقوم بتغذية دوائر الجامعة بالمعلومات والبيانات المتعلقة بالطلبة، لارتباط أعمالها بأعمال الدوائر الأخرى في الجامعة، مثل: (الدائرة المالية، دائرة المكتبة، عمادة شؤون الطلبة... الخ). تضم دائرة القبول والتسجيل ثلاث شعب، وهي:
1. شعبة القبول.
2. شعبة التسجيل.
3. شعبة الوثائق.

### العلاقات العامة والإعلام
تلعب دائرة العلاقات العامة دوراً مُهماً في تفعيل العلاقات لتقديم الصورة الحضارية والمُشرفة للجامعة أمام المجتمع المحلي، فهي تعد الجهة المنسقة للأنشطة العامة، وتنظيم كل من: استقبالات الضيوف والزوار والأنشطة الطلابية والفعاليات والمؤتمرات والمعارض والاحتفالات الوطنية والدينية، كما تقوم بإعداد وإصدار نشرات تعريفية للجامعة، والتوثيق الإعلامي للأنشطة والفعاليات التي تنظمها الجامعة عن طريق تزويد وكالات الأنباء والصحف بالتقارير الأخبارية.

### الخدمات العامة
تقدم الدائرة خدمات عامة لتلبية احتياجات الجامعة وطلبتها والكادر الأكاديمي والإداري، بالإضافتها إلى مهمتها بتوفير الأجواء الآمنة والمُريحة داخل الحرم الجامعي. كما أنها تضم عدة أقسام  منها: قسم النقل، قسم الصيانة والترخيص والحوادث، وقسم الأمن الجامعي.

### الخدمات المساندة
تأسست دائرة الخدمات المساندة  عام 2014 ميلادي، ومهمتها الأساسية هي المحافظة على المظهر الجمالي للجامعة والمحافظة على نظافة المباني وقاعات التدريس والمرافق الصحية، وتحقيق السلامة العامة في الجامعة، والصيانة لكافة المباني ومتابعة أية أعطال وإصلاحها سواء كانت تمديدات صحية أو كهربائية. وتضم الدائرة ثلاثة أقسام: قسم الزراعة، قسم النظافة، قسم صيانة المباني.

### العيادة الطبية
تقوم العيادة في الجامعة ومن خلال كادرها الإداري باستقبال ما يقارب 5 آلاف طالب وطالبة سنوياً، لتقدم الخدمات العلاجية والطبية التي يحتاجها الطلبة والعاملين في الجامعة. كما أنها تقوم بتأمين الأدوية اللازمة والمستلزمات الطبية الضرورية وتحويل بعض الحالات إلى أطباء ومستشفيات معتمدة.

## العمادات في الجامعة

### عمادة الاعتماد وضمان الجودة
منذ أن أنشئ مركز الاعتماد وضمان الجودة في عام 2011 ميلادي وهو أحد الأعمدة الهامة في الجامعة، من خلاله يتم تطبيق معايير الاعتماد (العامة والخاصة) المقررة من هيئة الاعتماد والتعليم العالي.
تعتمد العمادة على ثلاثة محاور: أولها الاعتماد العام والخاص، ثانياً: ضمان الجودة، ثالثاً: تطوير الأداء وتنمية الموارد البشرية.

### عمادة البحث العلمي والدراسات العليا
أنشئت عمادة البحث العلمي في عام 1997 ميلادي، وبعد اعتماد برامج الماجستير في الجامعة أصبحت العمادة بمسمها الحالي : (عمادة البحث العلمي والدراسات العليا)، وتقوم بعدة أعمال مهمة في الجامعة، من أبرزها:
1. إصدار مجلة إربد للبحوث والدراسات، المتخصصة في الحقول الآتية: العلوم الإنسانية والاجتماعية، العلوم التربوية، العلوم الاقتصادية والإدارية، علوم الشريعة والقانون.
2. صرف المكافآت لتشجيع البحث العلمي.
3. التنسيق مع الأقسام وإدارة برنامج الدراسات العليا.
4. دعم البحوث العلمية ونشرها.
5. تحكيم الكتب العلمية لغايات التدريس والترقية.
6. عقد المؤتمرات والندوات والمحاضرات العلمية.

### عمادة شؤون الطلبة
تتولى العمادة العديد من المهام والأعباء وتقوم بتنفيذها، منها تقديم المساعدة للطلبة وتهيئتهم للانخراط في المجتمع المحلي والتأقلم مع الحياة الجامعية. تضم عمادة شؤون الطلبة:
- المرسم الجامعي.
- صندوق الملك عبد الله الثاني ووحدة متابعة الخريجين.
- دائرة النشاط الرياضي: التي بدورها تقوم بإعداد الأنشطة الرياضية.
- دائرة الأنشطة الطلابية: تضم النشاطات الثقافية والفنية والمرسم.
- الأندية الطلابية: يتم تشكيلها حسب ميول الطلبة وبإشراف عمادة شؤون الطلبة، وهناك ثلاثة أندية: نادي القيادات الطلابية، نادي البرمجة، نادي أصدقاء المكتبة.

## مراكز الجامعة

### مركز الحاسب والتعليم الإلكتروني
تتمثل مهمة مركز الحاسب  توفير حلول وتقنيات تكنولوجية حديثة وبرمجيات ذات جودة عالية تدعم الأهداف الأكاديمية للجامعة، بحيث تم تجهيزه بشبكة حاسوبية والسيرفرات للعمل على خدمة جميع الوحدات التابعة للجامعة، مثل: (المكتبة، القبول والتسجيل، المالية واللوازم، وشؤون الموظفين، التعليم الإلكتروني... الخ).

### مركز الاستشارات والتطوير وخدمة المجتمع
يعمل المركز  على تحقيق أهداف الجامعة من خلال عقد دروات متخصصة وبرامج وورش عمل تدريبية، تهدف لرفع الكفاءات ومستوى العمل والخبرات لبناء مجتمع حديث ومتطور في مختلف المجالات المهنية والفنية.

## معرض الصور

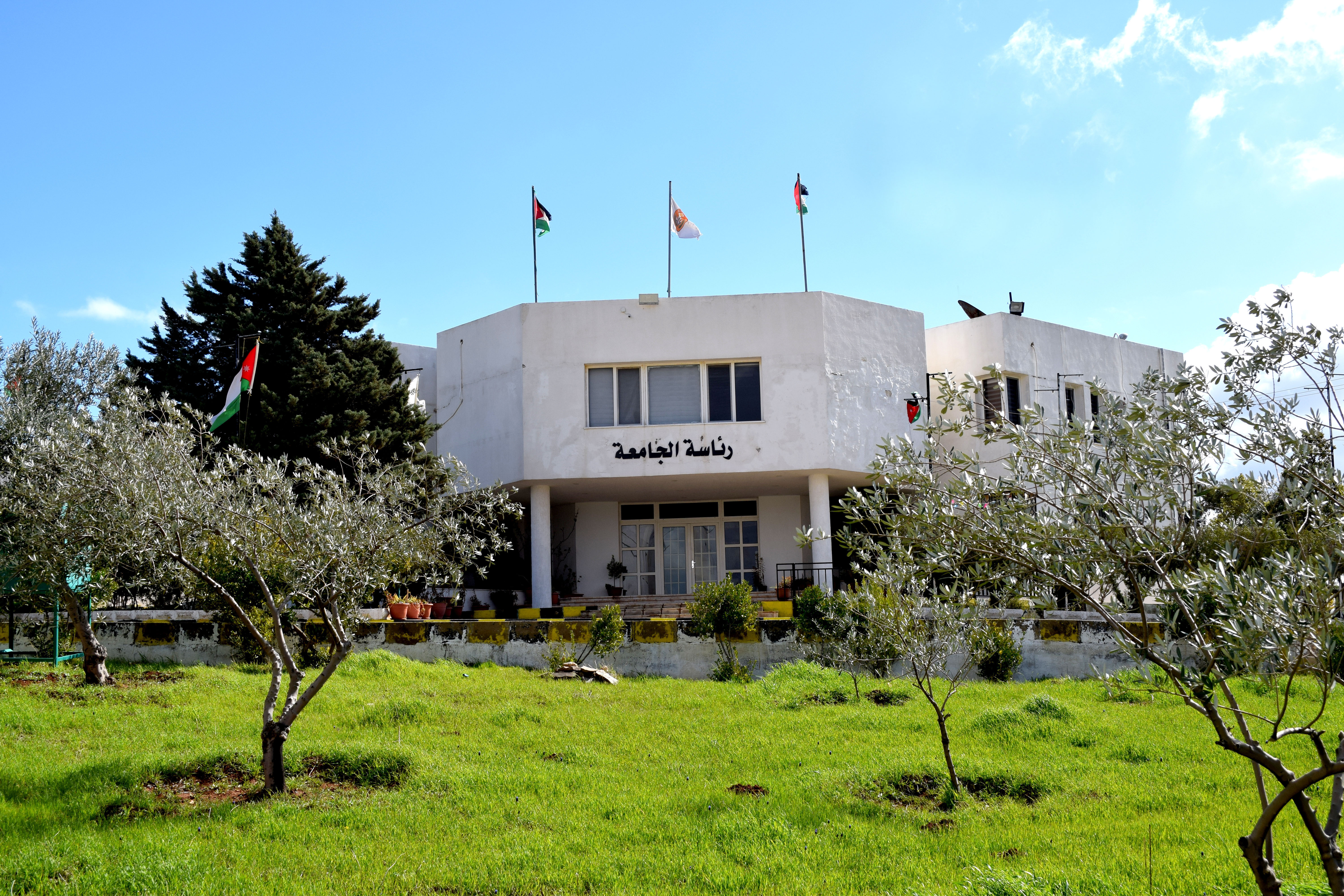
مبنى رئاسة الجامعة
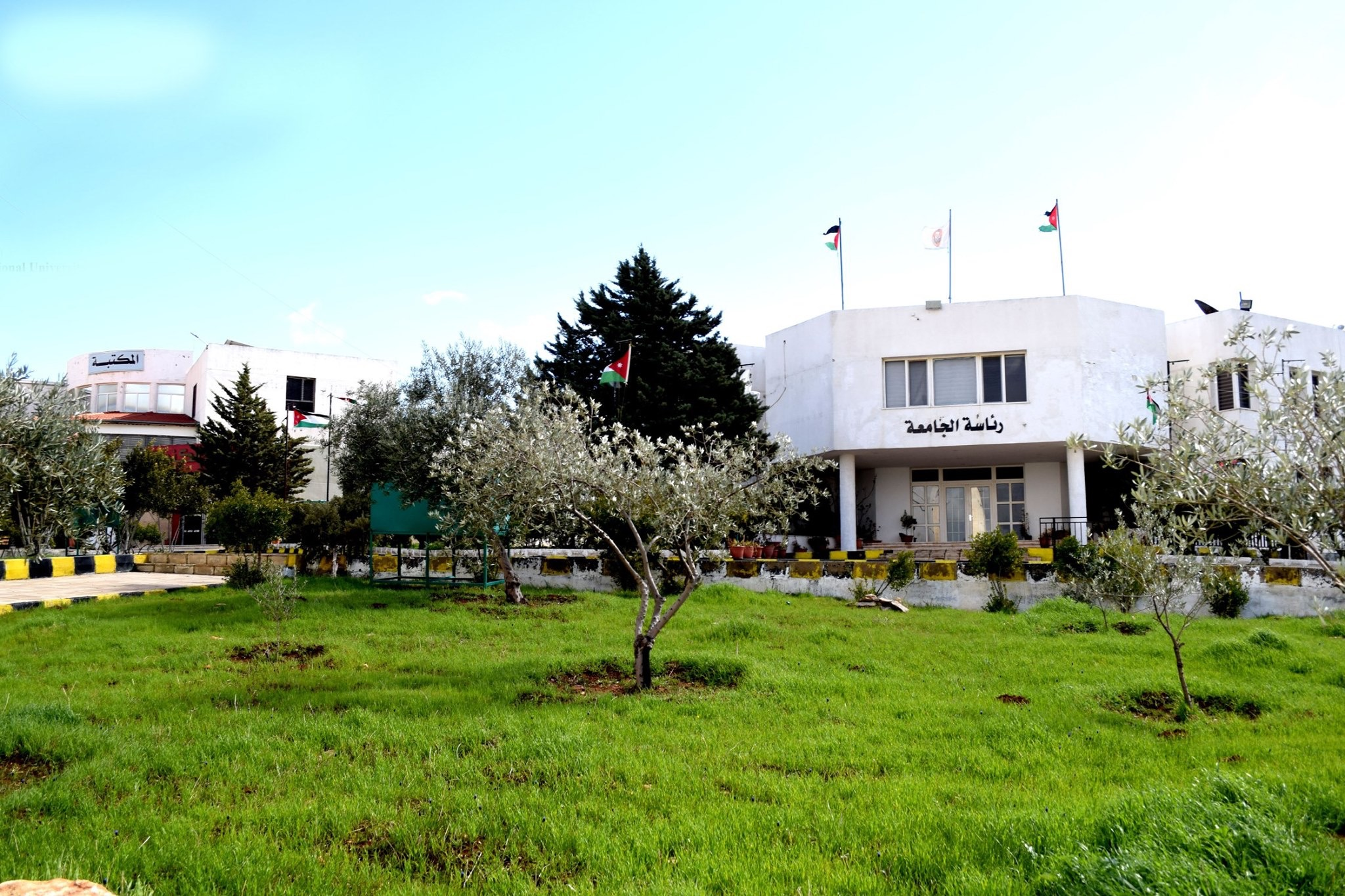
مبنى رئاسة الجامعة
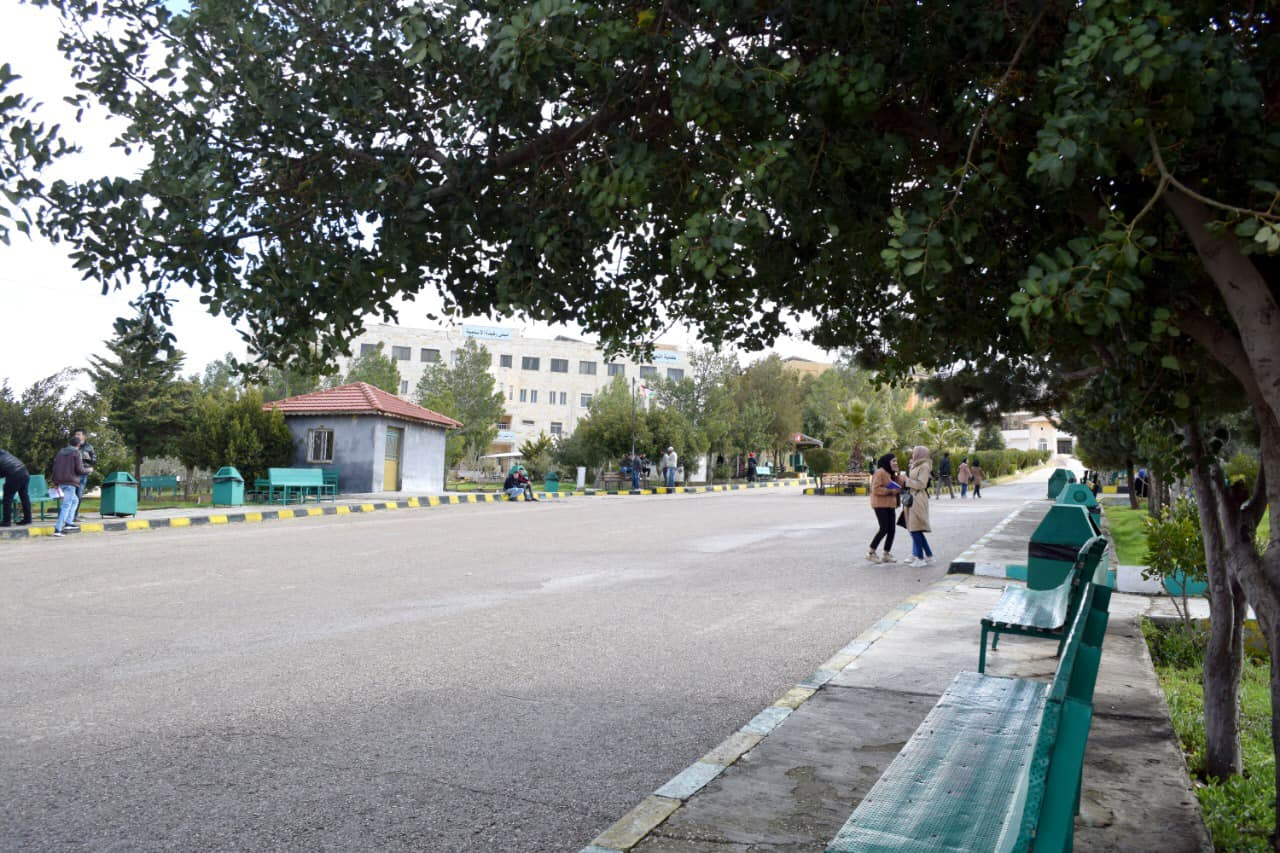
جلسات 1
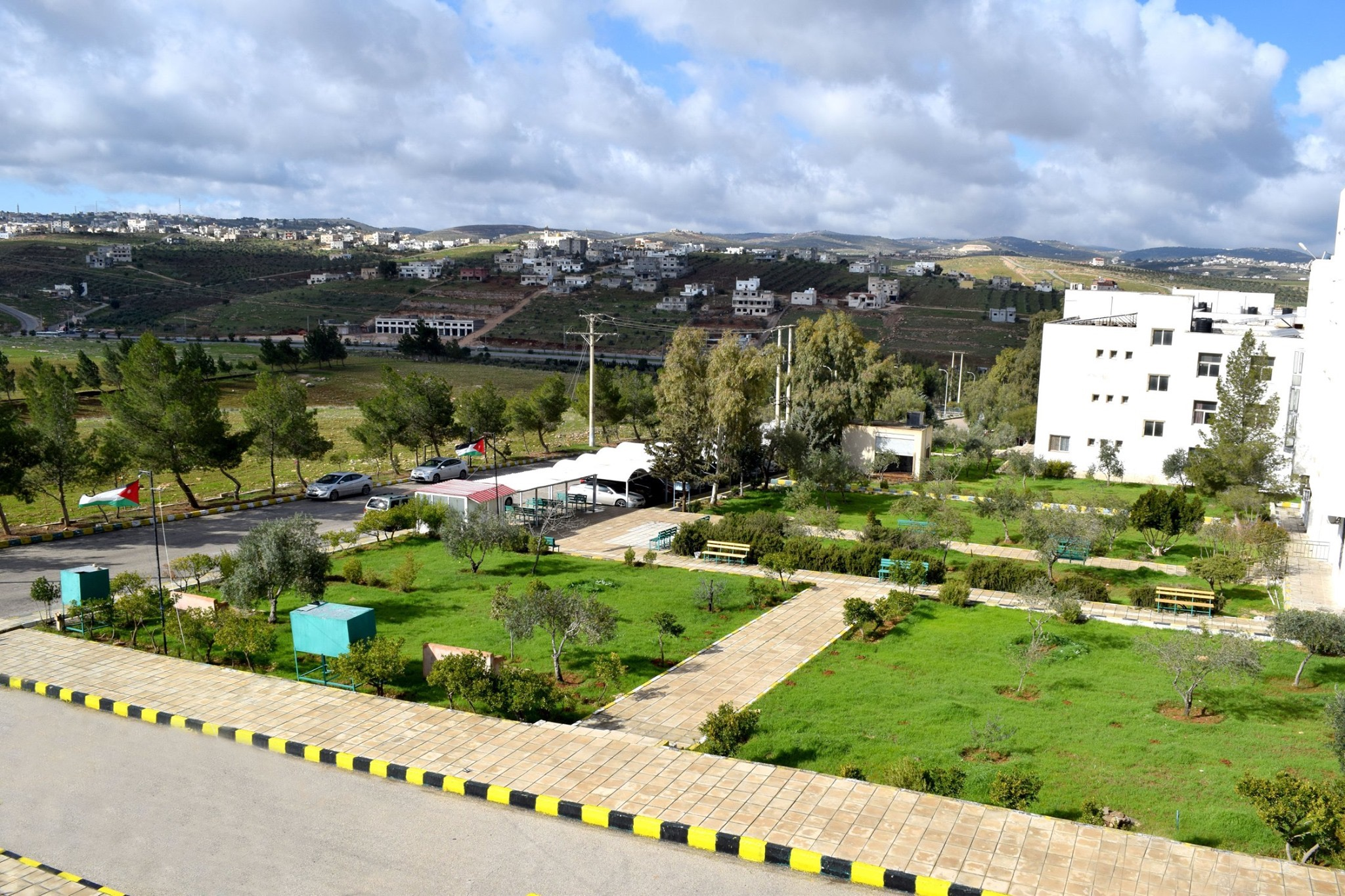
مبنى كلية الآداب والفنون
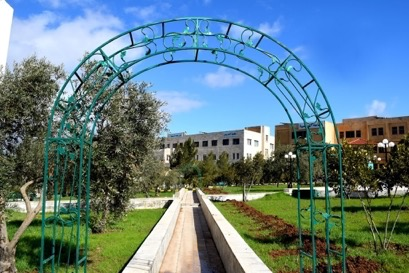
جلسات 2
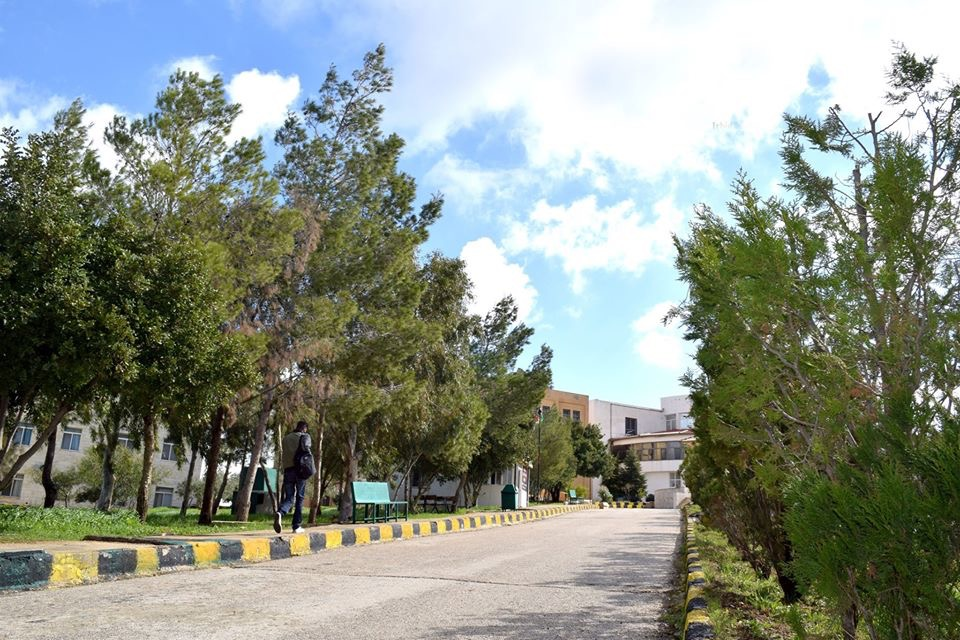
جلسات 3
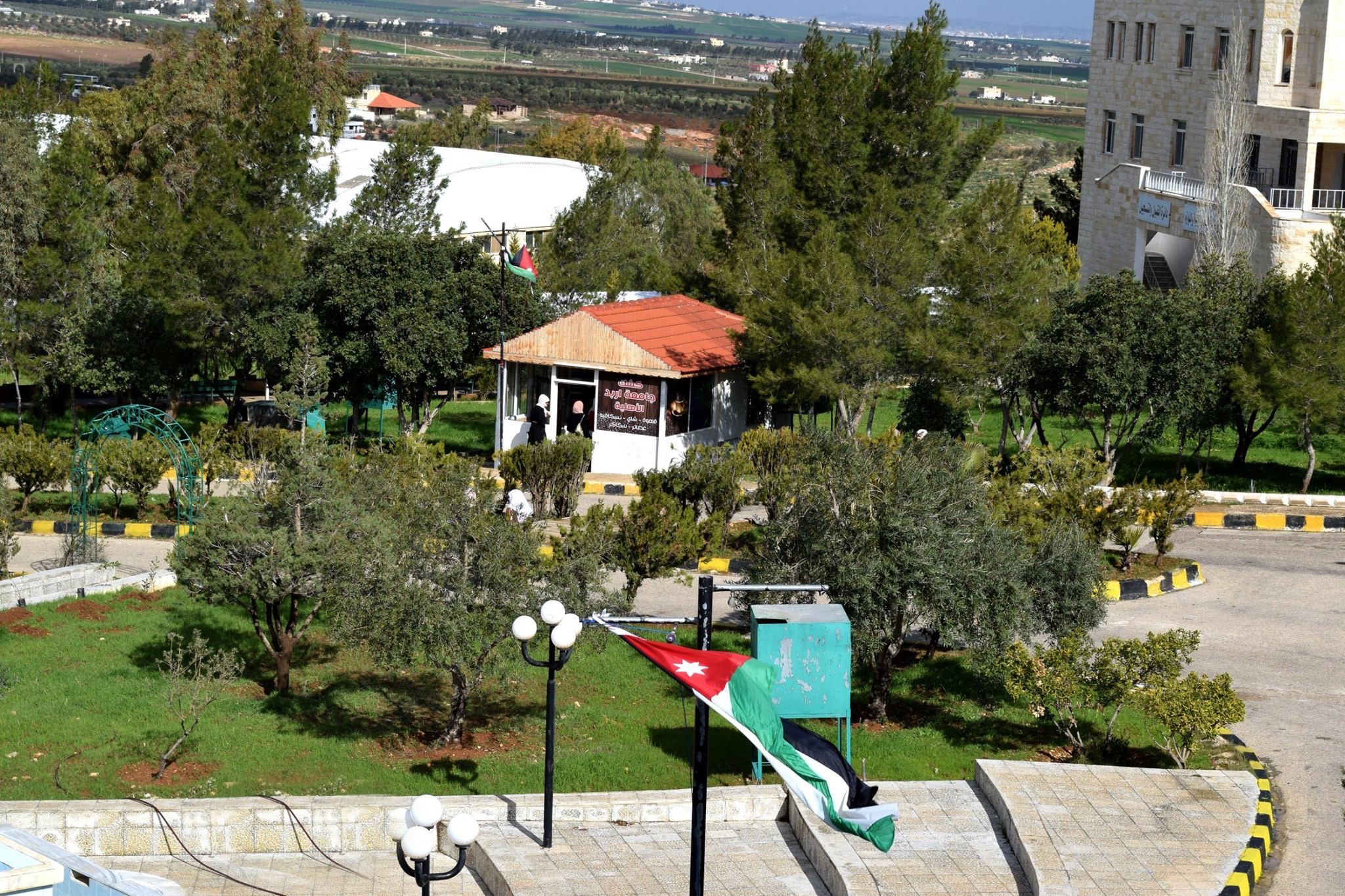
كُشك الجامعة
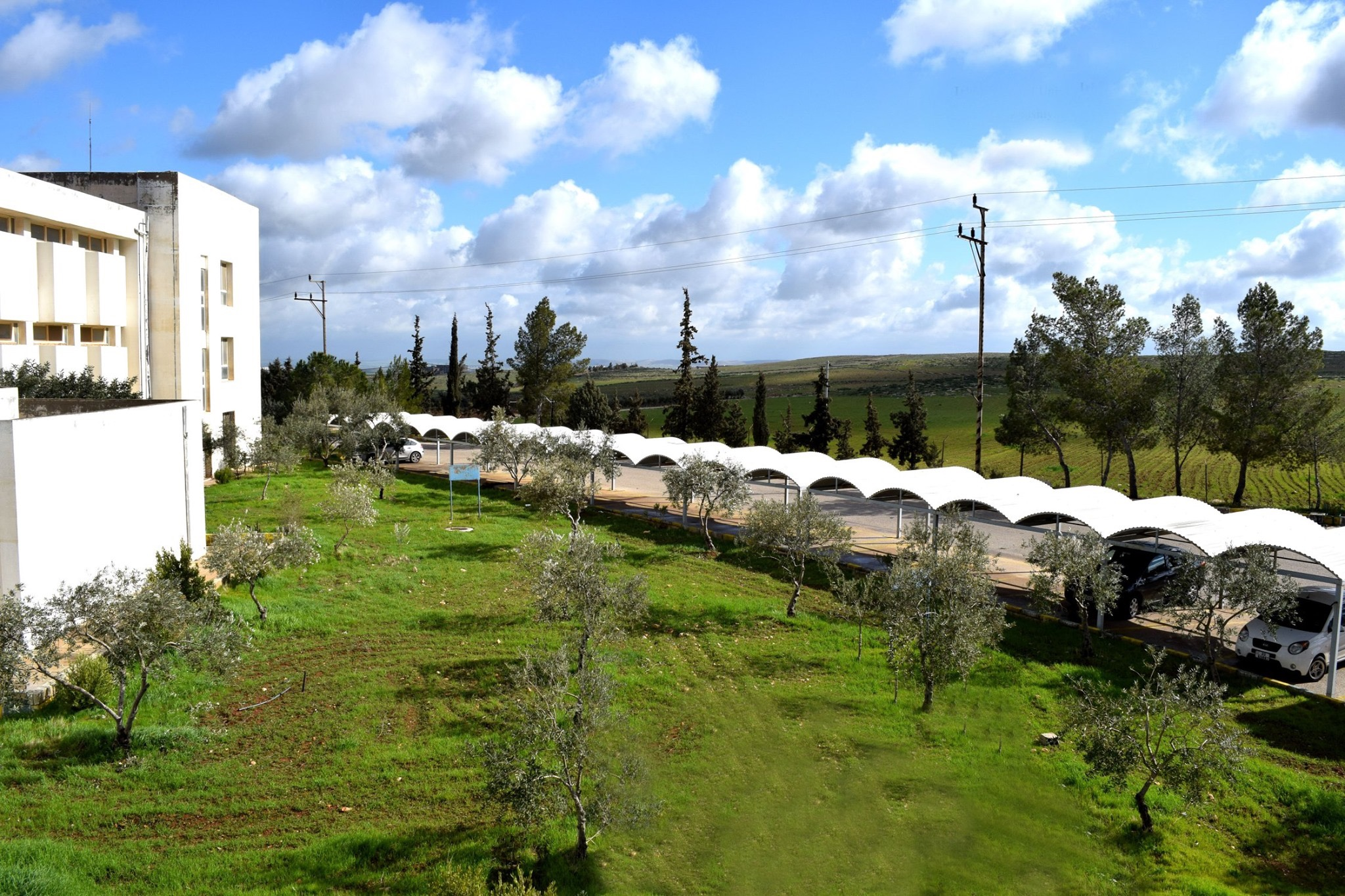
مواقف السيارات 1
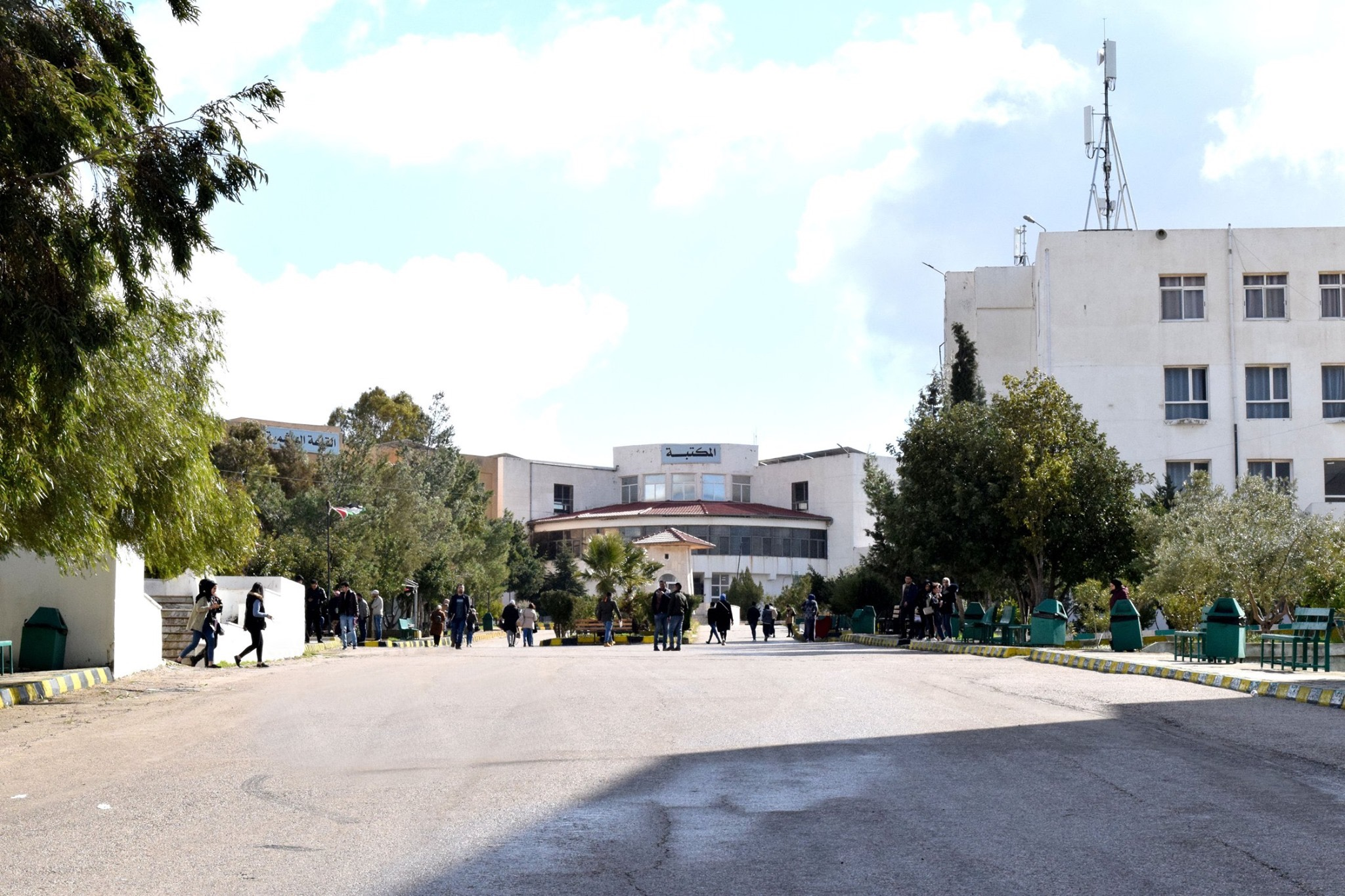
المكتبة والمباني المجاورة
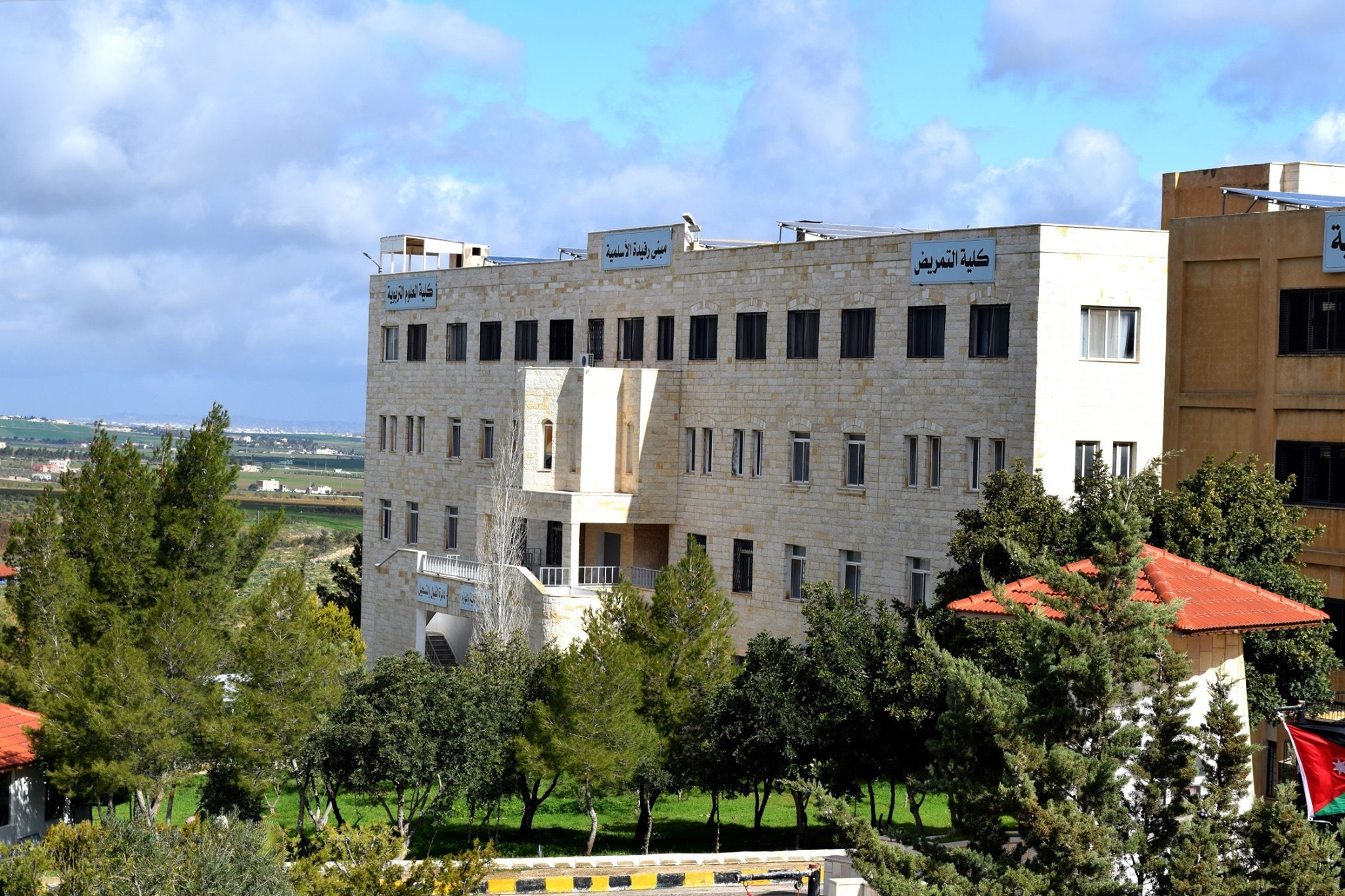
مبنى كلية التمريض
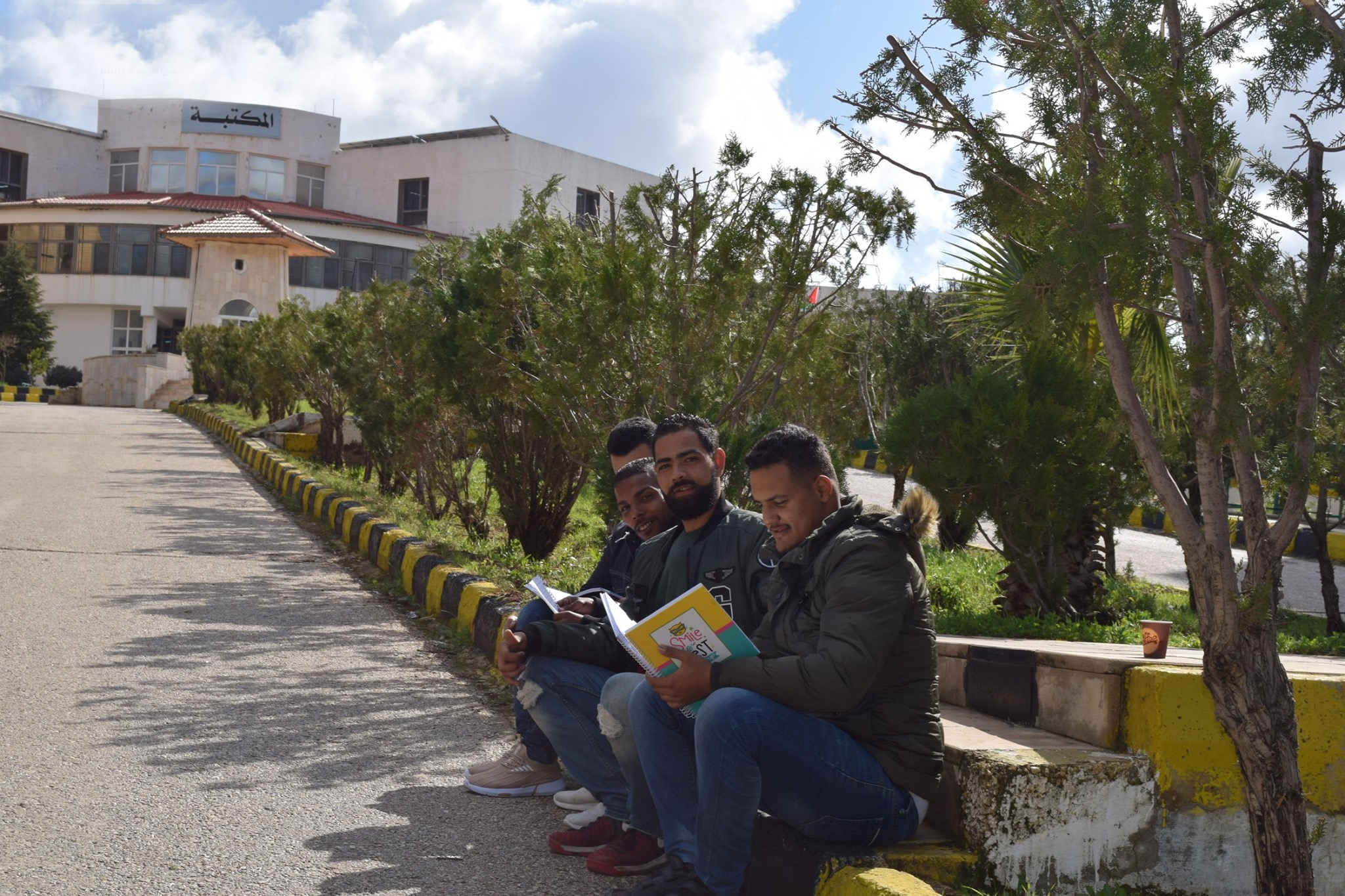
جلسات 4
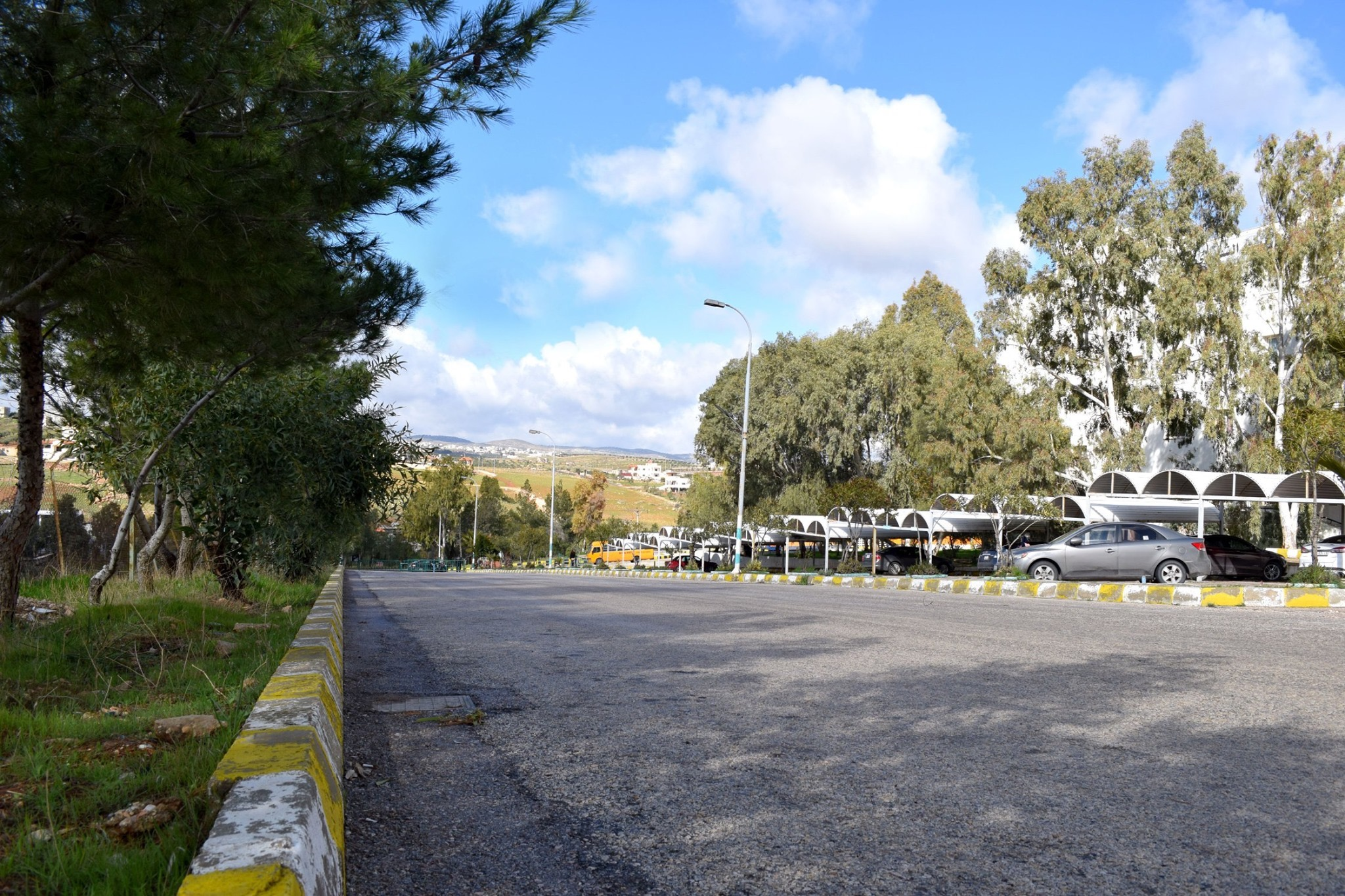
مواقف السيارات 2
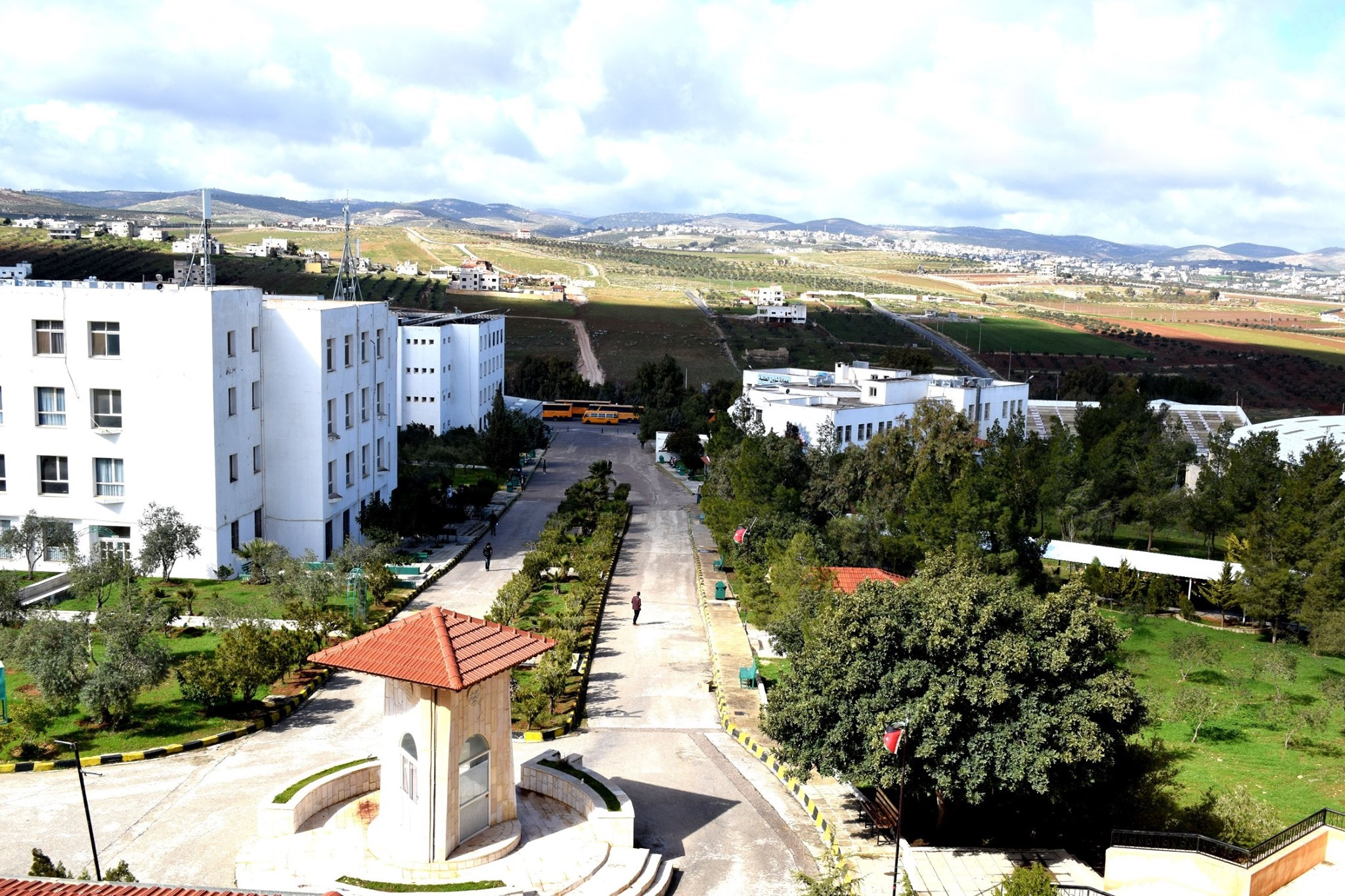
دوار المكتبة
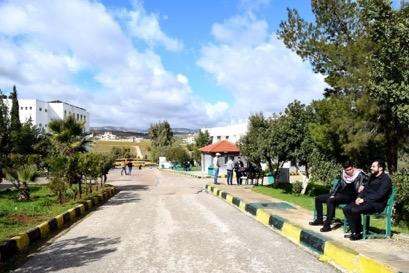
جلسات 5
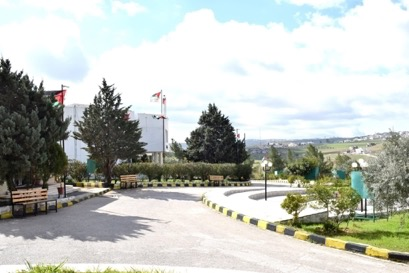
جلسات 6
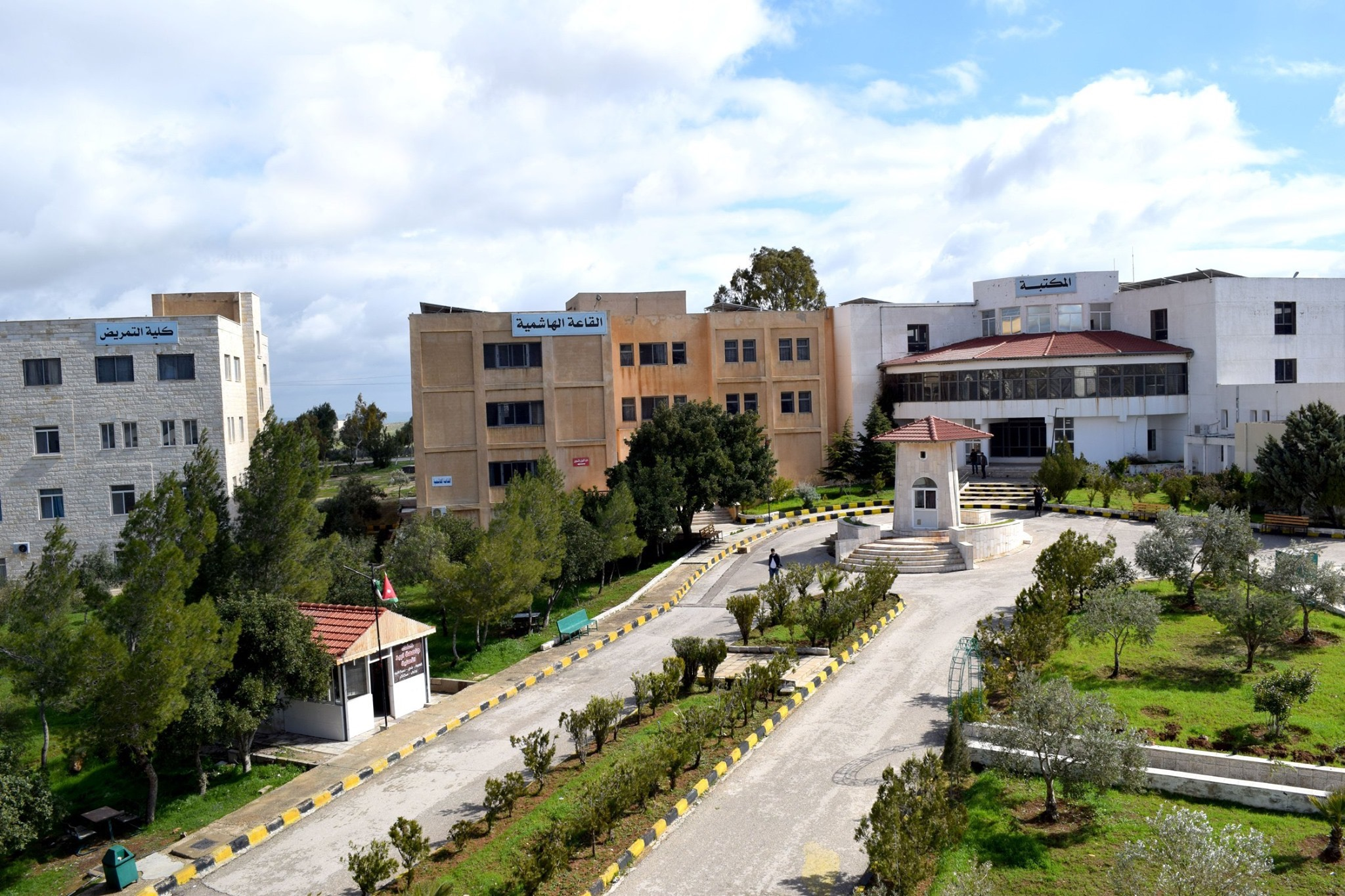
المكتبة والقاعة الهاشمية
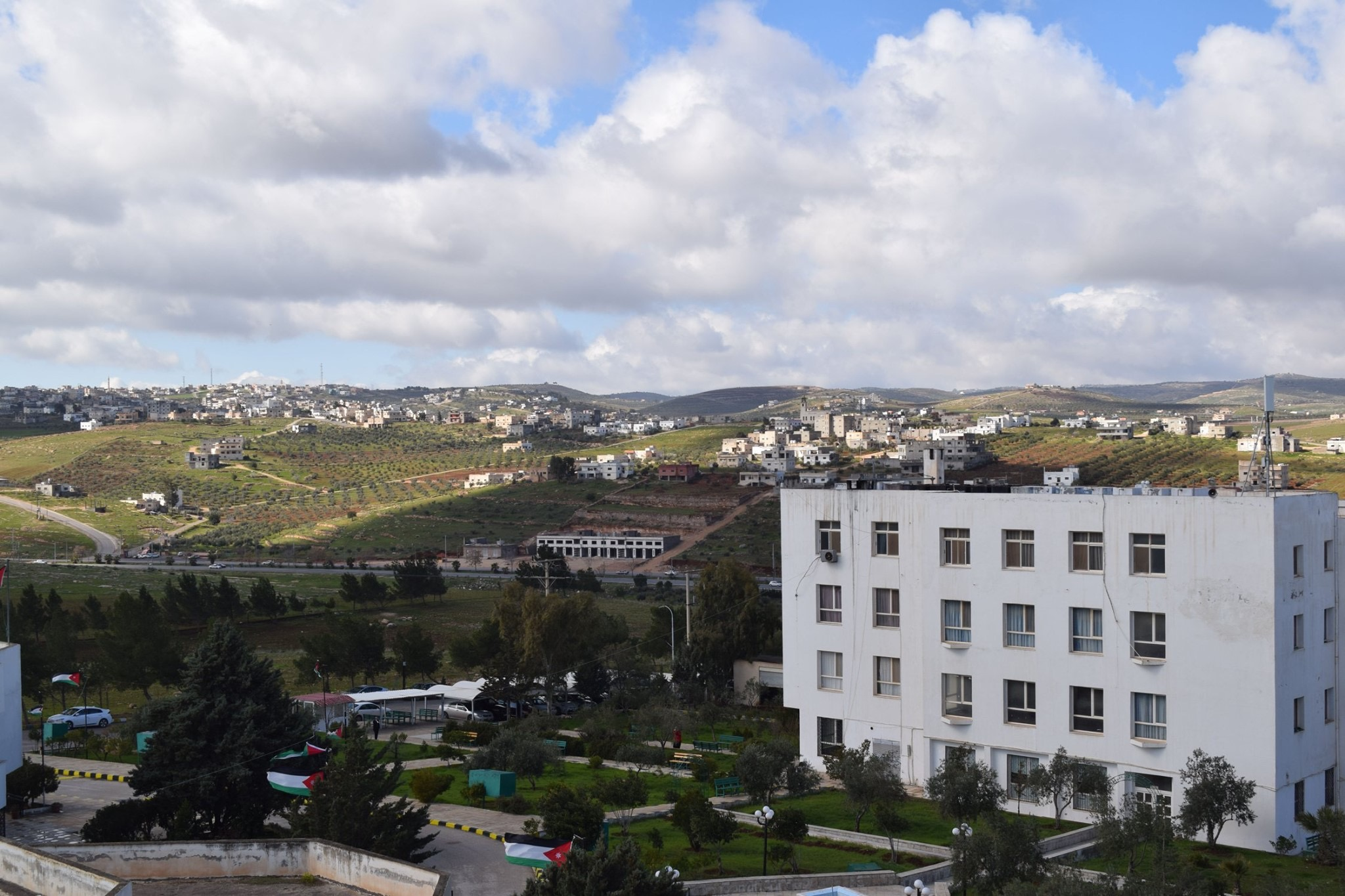
كلية الآداب والفنون 2
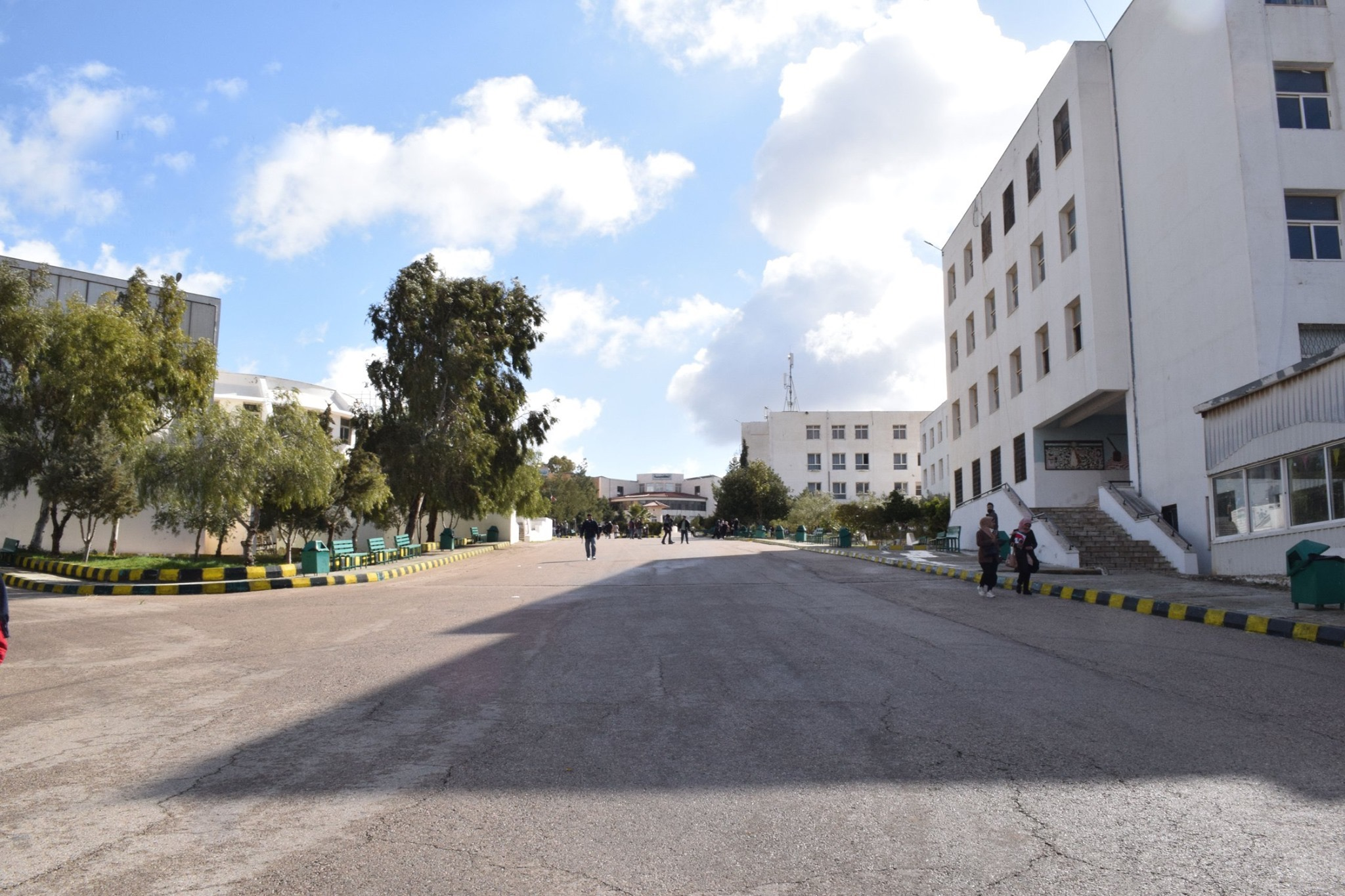
مبنى كلية القانون
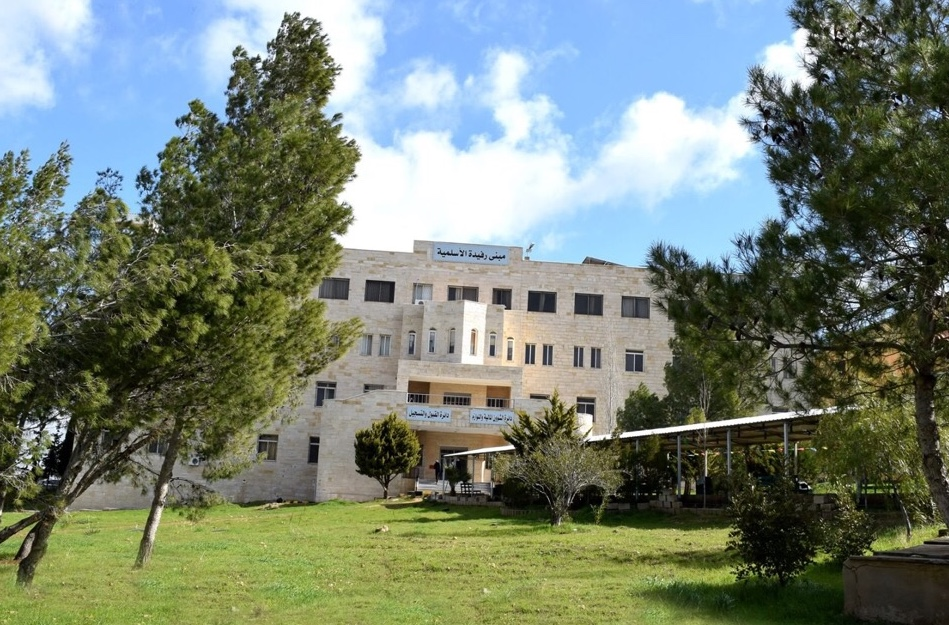
دائرة القبول والتسجيل والدائرة المالية
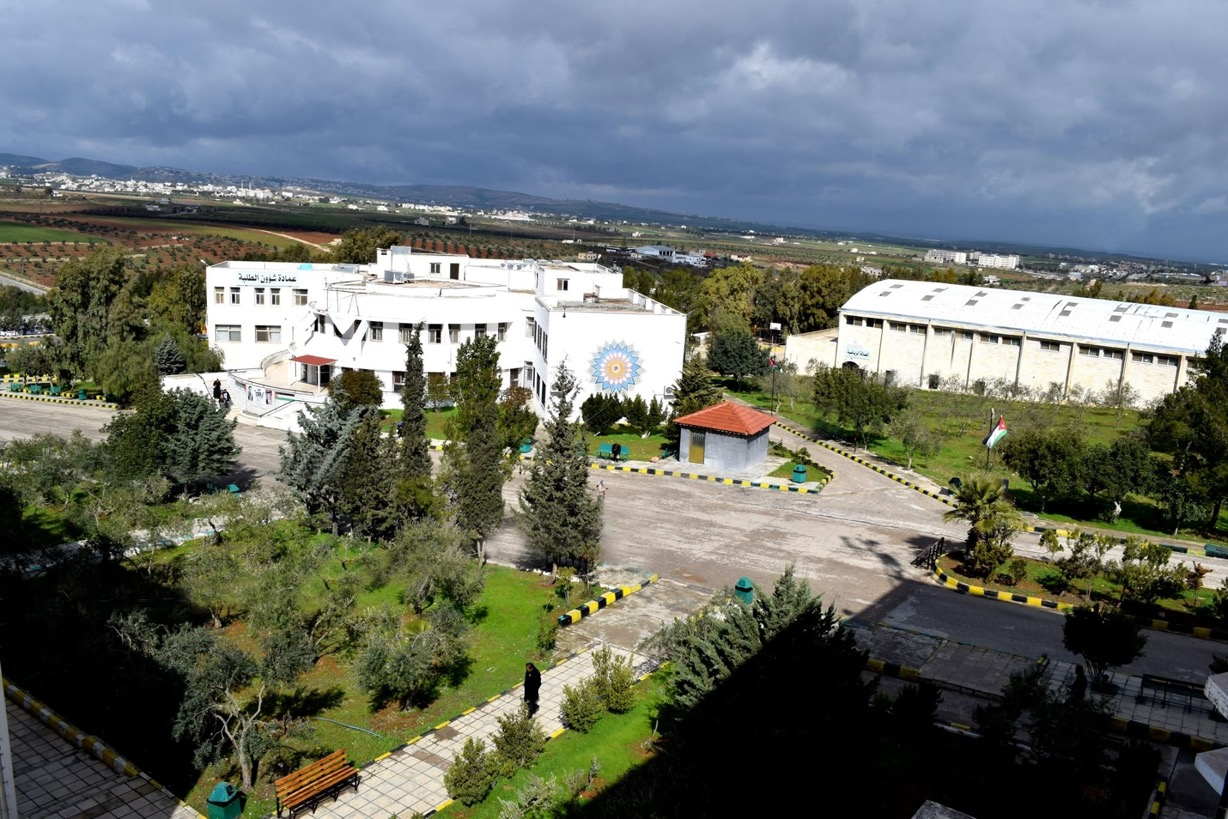
عمادة شؤون الطلبة
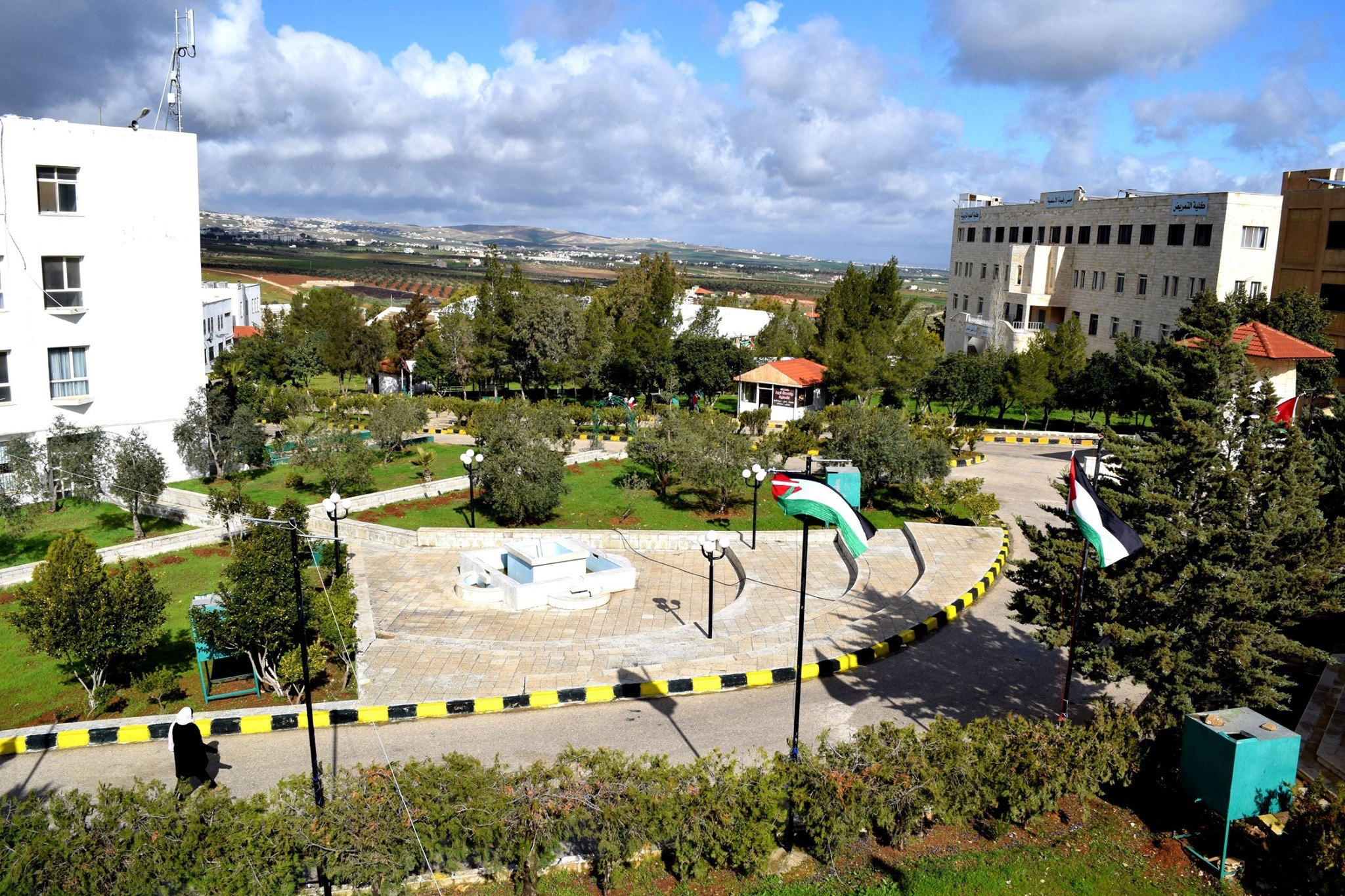
منظر عام
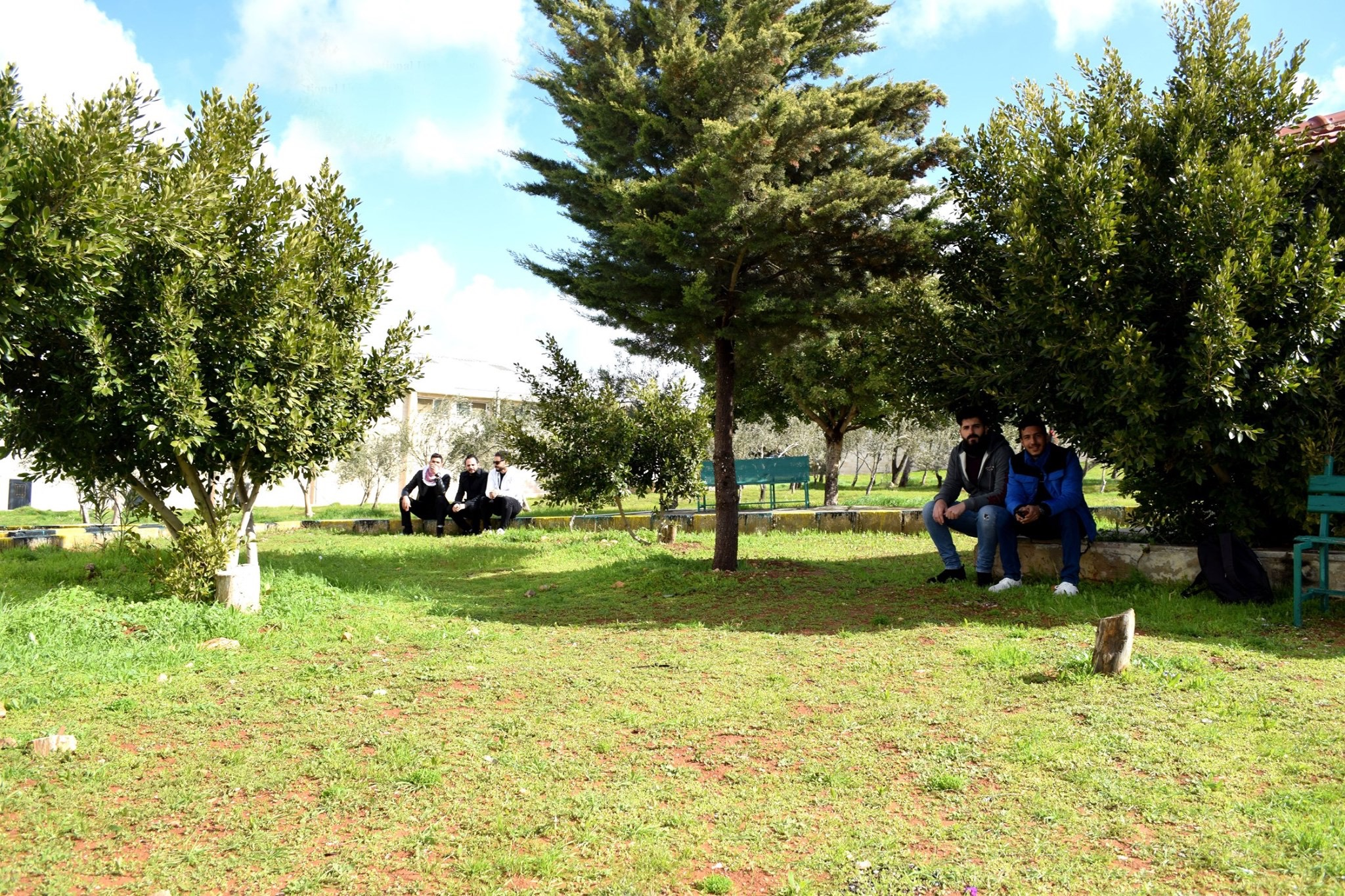
أجواء ربيعية
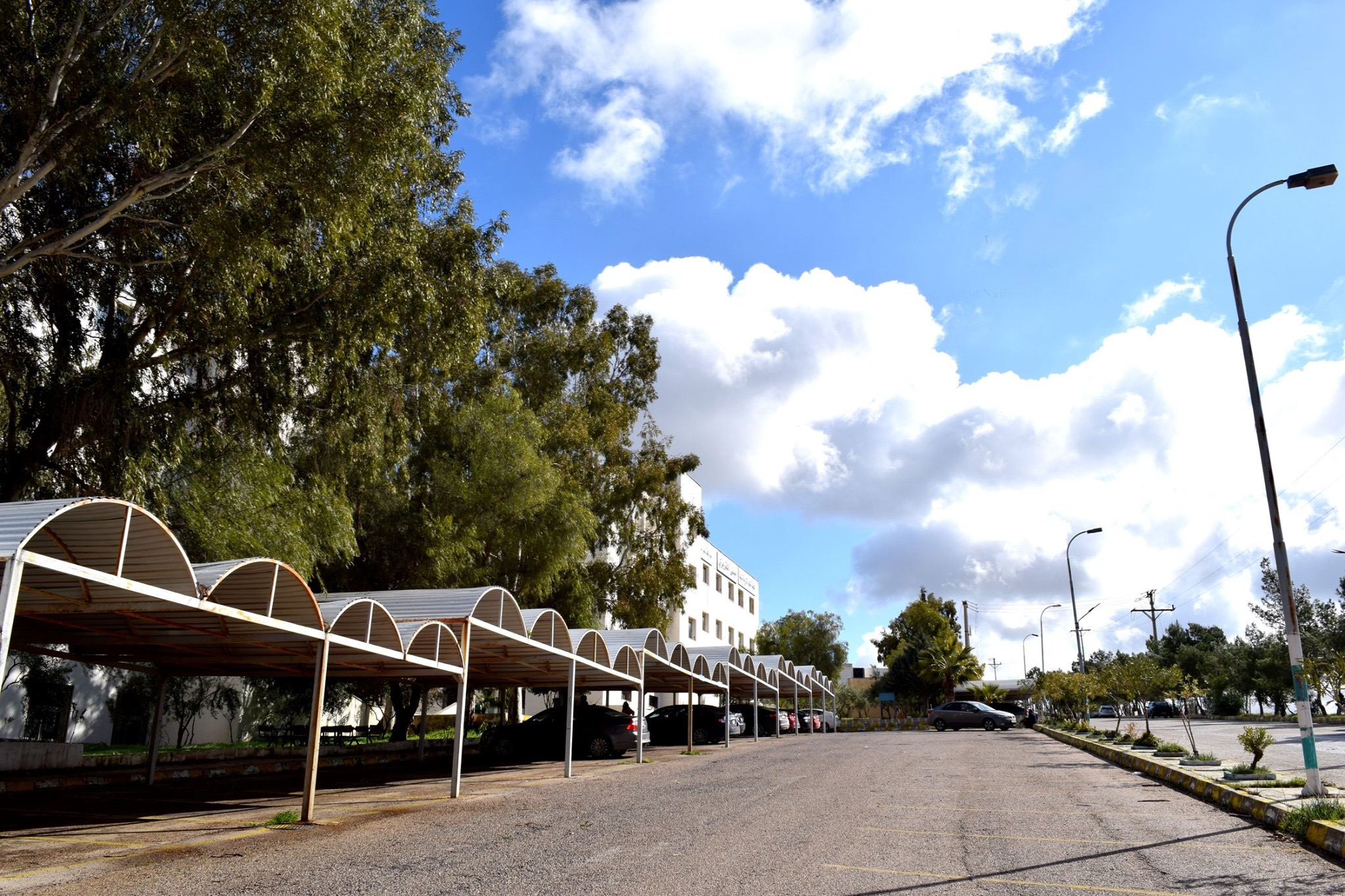
مواقف سيارات (لأعضاء الهيئة التدريسية)
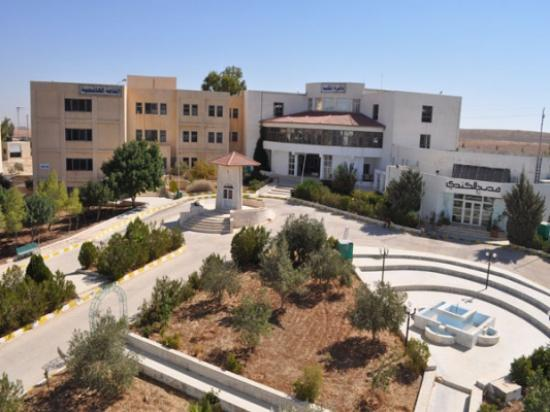
المكتبة والمدرج الكندي
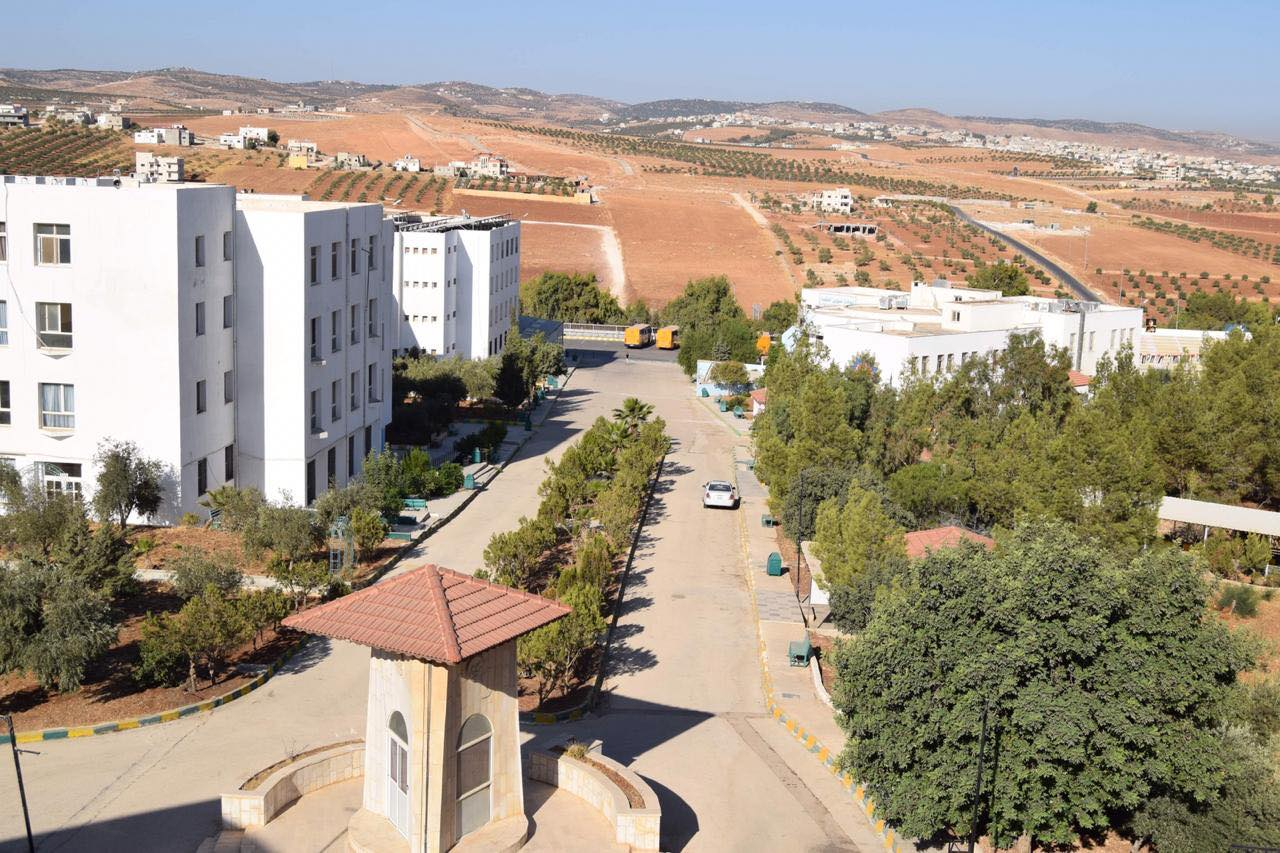
المكتبة
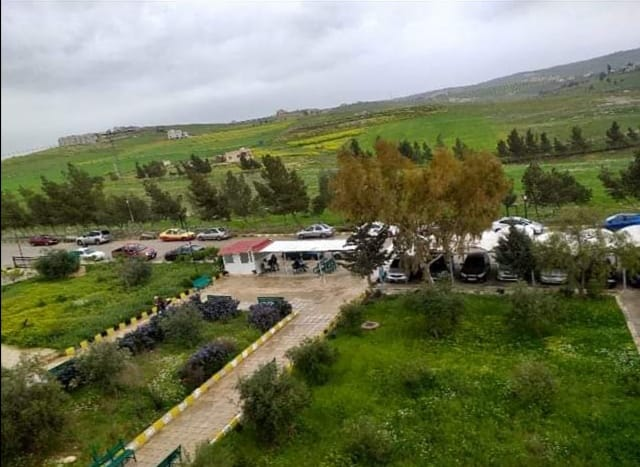
جامعة إربد الأهلية
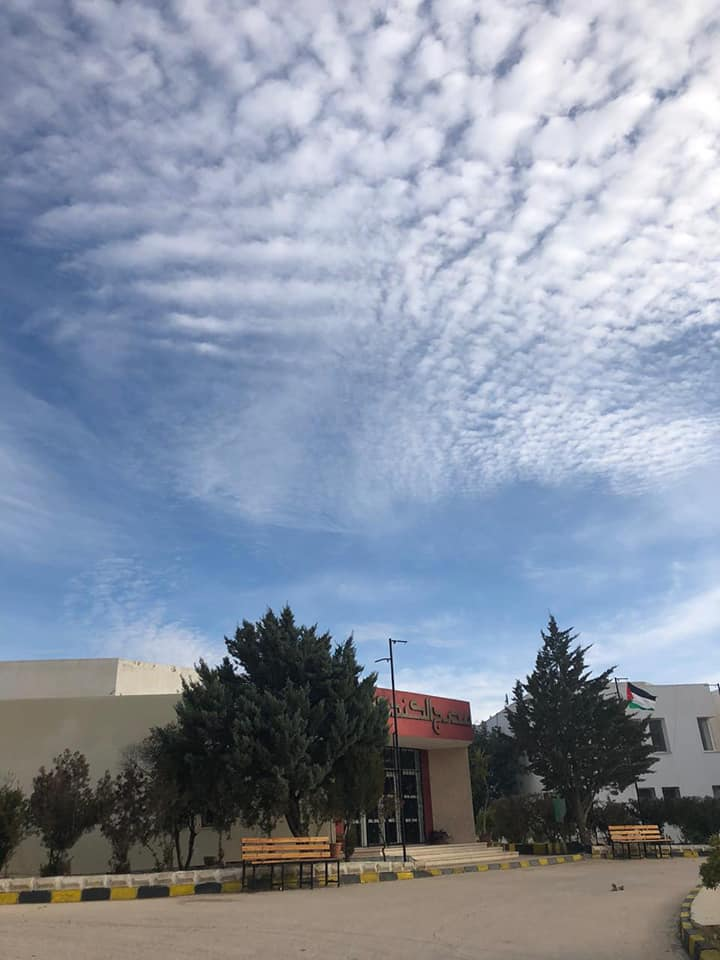
المدرج الكندي
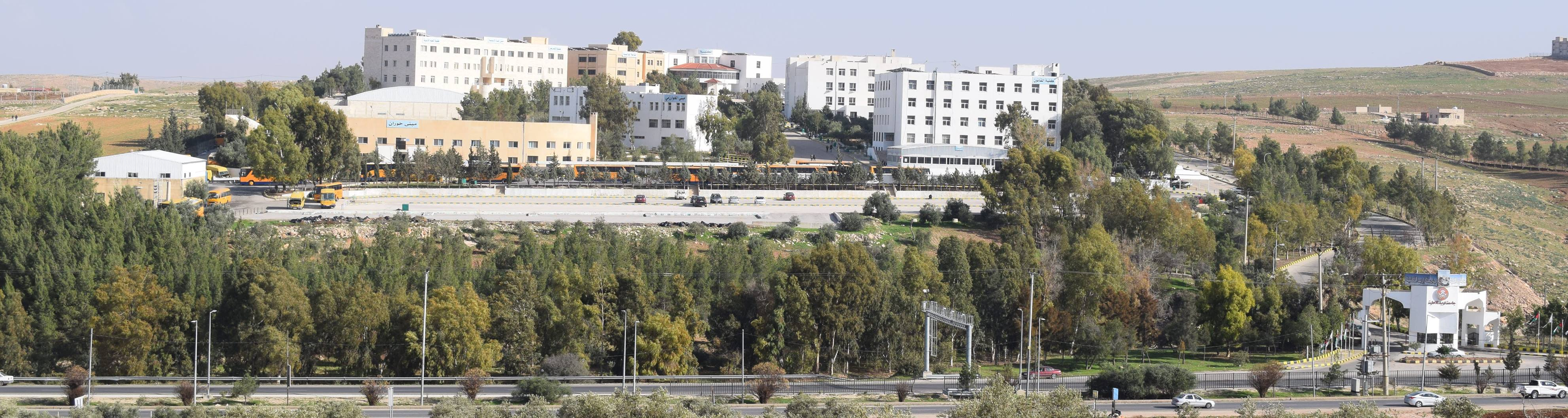
مشهد عام
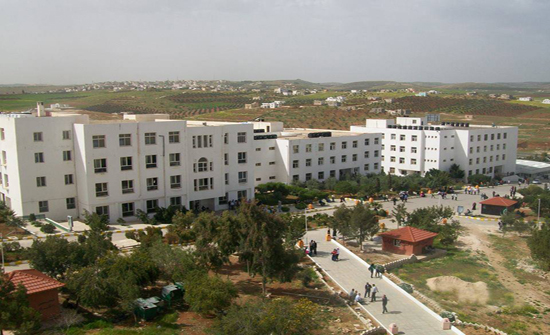
الكليات
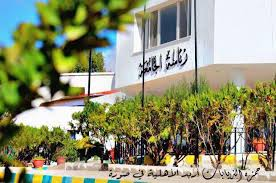
مبنى الرئاسة في جامعة إربد الأهلية
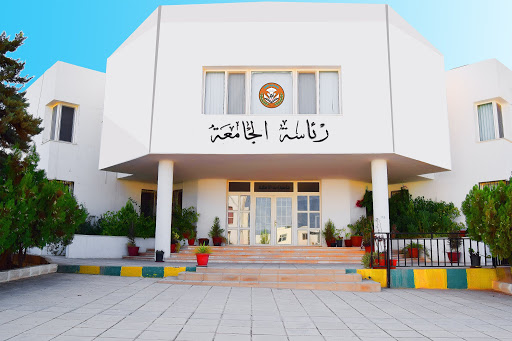
مبنى الرئاسة في جامعة إربد الأهلية

## روابط خارجية
- موقع الجامعة الرسمي
- موقع التسجيل الإلكتروني
- موقع وزارة التعليم العالي الأردني
- موقع الجامعة على اليوتيوب
- جامعة إربد الأهلية  على فيسبوك.